# Vaughan Jones
Pour les articles homonymes, voir Jones.
Vaughan Frederick Randal Jones, né le 31 décembre 1952 à Gisborne en Nouvelle-Zélande et mort le 6 septembre 2020 à Nashville (Tennessee),, est un mathématicien néo-zélandais, connu pour son travail sur les algèbres de von Neumann, la théorie des nœuds et la théorie conforme des champs.

## Biographie
Vaughan Jones passe sa jeunesse à Cambridge. Il étudie à l'université d'Auckland, puis à l'université de Genève, où il fait sa thèse de doctorat sous la direction d'André Haefliger. Il voyage ensuite beaucoup. Vaughan Jones est professeur à l'université de Californie à Berkeley de 1985 à 2011, puis à l'université Vanderbilt, et professeur émérite à l'université d'Auckland. Il dirige plus de trente thèses de doctorat dans sa carrière.
Son travail concernant les invariants polynomiaux des nœuds (en), avec sa découverte de ce qu'on appelle maintenant le polynôme de Jones, est parti d'un développement dans une direction inattendue du domaine de l'analyse fonctionnelle, déjà rénové par Alain Connes. Cela a permis de résoudre de nombreux problèmes en théorie des nœuds et a accru l'intérêt pour la topologie en basses dimensions.
Ces recherches lui valent la médaille Fields en 1990, récompense qu'il partage avec Witten pour des travaux liés à la physique : Witten trouve une relation entre le polynôme de Jones et la théorie quantique des champs.
Outre la médaille Fields, Jones est élu Fellow de la Royal Society en 1990, membre de l'American Academy of Arts and Sciences en 1993 et de la National Academy of Sciences en 1999. Il est président de l'American Mathematical Society en 2004 et vice-président de l'Union mathématique internationale en 2014. En Nouvelle-Zélande, il devient compagnon distingué de l'ordre du Mérite en 2002.

## Médaille Jones
La Médaille Jones est décernée par la Société royale de Nouvelle-Zélande tous les deux ans depuis 2010.

## Source
- (en) Cet article est partiellement ou en totalité issu de l’article de Wikipédia en anglais intitulé « Vaughan Jones » (voir la liste des auteurs).